# Stephen Fincher
Pour les articles homonymes, voir Fincher.
Stephen Lee Fincher, né le 7 février 1973 à Memphis, est un homme politique américain, membre du Parti républicain et élu du Tennessee à la Chambre des représentants des États-Unis de 2011 à 2017.

## Biographie
Originaire de Memphis, dans le Tennessee, Stephen Fincher est agriculteur. Il travaille dans l'exploitation agricole que détient sa famille depuis sept générations.
En 2010, il se présente à la Chambre des représentants des États-Unis dans le 8e district du Tennessee, dans l'ouest de l'État, face au démocrate conservateur John S. Tanner. Cependant, Tanner choisit finalement de ne pas se représenter. Soutenu par l'establishment républicain, Fincher devient le favori pour l'élection de novembre,. Fincher est élu représentant avec 59 % des voix face au démocrate Roy Herron (38,8 %). Il est réélu avec 68,3 % des suffrages en 2012 et 70,8 % 2014. En février 2016, il annonce qu'il n'est pas candidat à un quatrième mandat en novembre, souhaitant se rapprocher de son frère malade.
En octobre 2017, après dix jours passés à travers le Tennessee, Fincher lance sa campagne pour le Sénat des États-Unis, dans le but de succéder au républicain Bob Corker qui ne se représente pas. En février 2018, il se retire cependant de la course et exhorte Corker à revoir sa décision, ce que refuse finalement Corker.